# Nordvästra Skånes vatten och avlopp
Nordvästra Skånes vatten och avlopp AB (NSVA) är ett interkommunalt bolag samägt mellan Bjuvs kommun, Båstads kommun, Helsingborgs kommun, Landskrona kommun, Perstorps kommun, Svalövs kommun, Åstorps kommun och 
Örkelljunga kommun. Bolaget förvaltar sedan 2009 ägarnas allmänna VA-anläggningar. Man har cirka 170 medarbetare och har sitt huvudkontor i Helsingborg.
NSVA driver och förvaltar ett stort antal dricksvattenanläggningar där det största är Örby vattenverk i Helsingborg som förser Helsingborg samt Höganäs med vatten. Bland de mindre märks Stenestads vattenverk med ett tiotal abonnenter.
Det dricksvatten som NSVA levererar i Helsingborg, Landskrona och delar av Svalöv och Bjuv kommer från Sydvatten. Övrigt dricksvatten kommer från vattentäkter inom respektive kommun.
Inom NSVA:s verksamhetsområde finns det ett tiotal reningsverk. Storlek och reningsprocess skiljer sig åt från anläggning till anläggning. Det största är Helsingborgs reningsverk (Öresundsverket) som renar spillvatten från motsvarande 160 000 personer, medan Kvidinge reningsverk är det minsta med spillvattenrening för omkring 400 personer.